# Langley Township—Fraser Heights
Pour les articles homonymes, voir Langley.
Circonscription électorale fédérale du Canada
Langley Township—Fraser Heights (auparavant Langley—Aldergrove (2015-2025)), est une circonscription électorale fédérale de la Colombie-Britannique (Canada) située dans la région métropolitaine de Vancouver au sud-ouest de la province. Elle comprend :
- Une partie du district de Langley
- La partie de la ville de Surrey située au nord de l'autoroute 1 (route Transcanadienne)
- L'île Barnston[3].

Les circonscriptions limitrophes sont :
- au nord : Pitt Meadows—Maple Ridge
- à l'est : Mission—Matsqui—Abbotsford
- au sud : Abbotsford—Langley-Sud
- à l'ouest : Cloverdale—Langley City et Fleetwood—Port Kells
- au nord-ouest : Surrey-Centre, Port Moody—Coquitlam et Coquitlam—Port Coquitlam[4].

À la suite du découpage de la carte électorale de 2022, la circonscription est renommée Langley Township—Fraser Heights et son territoire est également modifié par la cession de sa moitié sud qui va dans Abbotsford—Langley-Sud et d'une autre portion à l'ouest attribuée à Mission—Matsqui—Abbotsford, mais aussi par l'ajout de territoire à l'est et au nord-est en provenance de Cloverdale—Langley City et de Fleetwood—Port Kells.

## Députés
| Législature                                                                                                  | Années        | Député | Député         | Parti        |
| --- | ------------- | ------ | -------------- | ------------ |
| Langley—Aldergrove issue de Abbotsford et Langley                                                            |               |        |                |              |
| 42e | 2015–2019     |        | Mark Warawa    | Conservateur |
| 43e | 2019–2021     |        | Tako Van Popta | Conservateur |
| 44e | 2021–2025     |        | Tako Van Popta | Conservateur |
| Langley Township—Fraser Heights issue de Langley—Aldergrove, Cloverdale—Langley City et Fleetwood—Port Kells |               |        |                |              |
| 45e | 2025–en cours |        | Tako Van Popta | Conservateur |

## Résultats électoraux
Modèle:Élection générale canadienne de 2025 — Langley Township—Fraser Heights
|       | Candidat           | Parti             | # de voix | % des voix |
|       | (X) Mark Warawa    | Conservateur      | +27 333,  | 45,63 %    |
|       | Leon Jensen        | Libéral           | +21 894,  | 36,55 %    |
|       | Margot Sangster    | NPD               | +07 490,  | 12,51 %    |
|       | Simmi Kaur Dhillon | Vert              | +02 644,  | 4,41 %     |
|       | Lauren Southern    | Parti libertarien | +00535,   | 0,89 %     |
| Total | Total              | Total             | 59 896    | 100 %      |